# Amaya Arzuaga
Amaya Arzuaga Navarro (Burgos, 1970) es una diseñadora de moda y empresaria española.
En 1992 finaliza sus Estudios Superiores de Diseño de Moda en la UPM y se incorpora como diseñadora a la empresa familiar Elipse. En 1994 crea su propia empresa. 
Vende y presenta su colección regularmente en ferias internacionales, como Atmosphère (París), Fashion Cotterie (Nueva York), Camera Nazionale della Moda Italiana (Milán), Pasarela Cibeles (Madrid), y etc.
Actualmente dirige el Hotel & SPA ***** Arzuaga y el restaurante Taller Arzuaga, galardonado con una Estrella Michelin, convirtiéndose así el complejo enoturístico de Bodegas Arzuaga en el primero de la Ribera del Duero en contar con este reconocimiento.

## Trayectoria
- En 1994 crea la empresa Amaya Arzuaga SL dedicada al diseño de moda.
- En 1995 presenta su primera colección en el Salon Prêt-â-porter París y debuta con su primer desfile en la pasarela Gaudí en Barcelona en febrero y en septiembre en Cibeles, Madrid.
- En 1996 es la primera diseñadora y única española que desfila en la London Fashion Week hasta 2001.
- En el periodo 2002-2004 desfila en la Settimana della Moda de Milán, invitada por la Cámara Nacional de la Moda Italiana.
- En 2004 presenta su colección Amaya Arzuaga Reserva en Nueva York.
- En 2005, S. M. Don Juan Carlos I y la ministra de Cultura le entregan la Medalla de Oro al Mérito en las Bellas Artes.
- En 2007 presenta una instalación en el Instituto Cervantes de Tokio y en el Queen Sofía Spanish Institute de Nueva York.
- En 2009 lanza su propio vino en la bodega familiar Bodegas Arzuaga de Ribera del Duero:  “Amaya Arzuaga Colección”.
- En 2010 es admitida en la Cámara Sindical de la Costura de prêt a porter de París y en 2013-2014 desfila en la semana de la moda de París.
- En 2013 desfila en lugares tan destacados como el Instituto Cervantes y la Embajada española en París.
- En 2014 desfila en Hong Kong y en el Palais de Tokyo.
- En 2015 presenta su colección AA de Amaya Arzuaga en Cibeles Madrid.
- En 2016 se incorpora a la empresa familiar y dirige el Hotel & SPA ***** Arzuaga en la Ribera del Duero.
- En 2017 inaugura el restaurante gastronómico Taller en el complejo de Bodegas Arzuaga.
- El 20 de noviembre de 2019 el restaurante Taller recibe su primera Estrella Michelin, convirtiéndose así el complejo enoturístico de Bodegas Arzuaga en el primero de la Ribera del Duero en contar con este reconocimiento.

## Premios
- Empresaria joven de Expansión
- Arte de Vivir
- Premio T de Telva, ELLE, Woman, Glamour, Empresaria Joven de Expansión, Prix de la mode de Marie Claire, Cosmopolitan, Primer Premio Cibeles, Premio de las Artes de Castilla y León.
- S. M. Don Juan Carlos I y la ministra de Cultura le entregan la Medalla de Oro al Mérito en las Bellas Artes de 2005 con tratamiento de Excelentísima Señora[1]
- Premio Nacional de Moda otorgado por el Ministerio de Cultura[2]

## Colaboraciones
- Mercedes Benz
- Disney
- Solán de Cabras
- Museo Reina Sofía
- Coca-Cola